# Cabrera (Algaida)
Cabrera és una possessió del terme municipal d'Algaida a Mallorca. Les seves terres fan partió a tramuntana amb la carretera d'Algaida a Sant Joan, dos-cents metres, paret per paret, amb la possessió de Son Mesquida Vell i altres establits; a llevant, amb Son Pere Bou; a migjorn, amb l'autovia de Palma a Manacor (Ma-15); i a ponent, amb la carretera que des del pont de Cabrera (avui desaparegut) va en direcció a Pina. Cabrera tenia, fins a finals del segle xx, 100 quarterades d'extensió, quasi totes de conradís, llevat de quatre costers de garriga i un pinaret situat entre la carretera de Palma a Manacor i el talús de l'antiga via de ferrocarril que travessava la possessió de llevant a Ponent. Actualment té unes 80 quarterades.

## Construccions
Les cases de Cabrera formen un conjunt harmoniós amb els costers que les envolten; el més destacable és la seva simplicitat arquitectònica.